# Апчинская, Наталия Вячеславовна
Ната́лия Вячесла́вовна Апчи́нская (1 июня 1937 — 9 марта 2014) — советский и российский искусствовед, музейный работник, куратор. Сотрудник Научно-исследовательского института художественной промышленности (1967—1978), Музея Востока (с 1978). В качестве сотрудника Музея Востока специализировалась на Армении. Автор биографии Марка Шагала и монографии о графике Шагала. Кандидат искусствоведения (1974).

## Биография
Наталия Апчинская родилась 1 июня 1937 года.
По первому образованию — инженер; несколько лет работала на должности инженера. В двадцатипятилетнем возрасте решила стать искусствоведом и в 1962 году поступила в Институт живописи, скульптуры и архитектуры имени И. Е. Репина АХ СССР (ИнЖСА). После окончания института в 1967 году работала в Научно-исследовательском институте художественной промышленности в Москве. В 1974 году защитила диссертацию на соискание учёной степени кандидата искусствоведения на тему «Аристид Майоль и французская реалистическая скульптура конца XIX — первой половины XX века». С 1978 года работала в отделе Советского Востока Музея искусства народов Востока, где специализировалась по Армении.
Апчинская обладала широким кругозором и помимо Армении занималась другими художниками и регионами. Много лет изучала творчество Марка Шагала, работала над темой «Русские художники о Востоке», изучала творчество Нико Пиросмани, Роберта Фалька, Рувима Мазеля, Александра Волкова, Евгения Кравченко, Валерия Волкова, Александра Волкова — младшего и других.
Умерла 9 марта 2014 года.

## Куратор выставок (Музей Востока)
- 1983 — «Мартын Петросян»[1]
- 1995 — «Ковровая сказка. Творчество Р. Мазеля»[1]
- «Творчество Евгения Кравченко»[1]
- 2008 — «Средняя Азия — Москва — Иерусалим в творчестве еврейских художников»[1]

## Участие в творческих и общественных организациях
- Член Ассоциации искусствоведов[1]
- Член Московского союза художников[1]

## Награды и звания
- Заслуженный деятель искусств Российской Федерации[1]